# 海南鱼藤
海南鱼藤（学名：Derris hainanensis）为豆科鱼藤属下的一个种。其种加词“hainanensis”意为“海南的”。